# Petrovo (distrikt i Bulgarien, Blagoevgrad)
Petrovo (bulgariska: Петрово) är ett distrikt i Bulgarien.   Det ligger i kommunen Obsjtina Sandanski och regionen Blagoevgrad, i den sydvästra delen av landet, 140 km söder om huvudstaden Sofia.
Trakten runt Petrovo består i huvudsak av gräsmarker. Runt Petrovo är det mycket glesbefolkat, med 5 invånare per kvadratkilometer.